# 颱風萬宜 (2013年)
颱風萬宜（英語：Typhoon Man-yi，國際編號：1318，聯合颱風警報中心：WP162013）為2013年太平洋颱風季第十六個被命名的風暴。「萬宜」一名由香港提供，原本是一個海峽的名稱，後來建成水庫。

## 發展過程
2013年9月10日，一個低壓區在關島東北部海面上生成。下午8時，日本氣象廳將其升格為熱帶低氣壓。
9月11日早上，美國海軍研究實驗室給予擾動編號97W。上午9時25分，日本氣象廳對其發出海上烈風警報。上午9時30分，聯合颱風警報中心對其在24小時內形成為熱帶氣旋的機會給予「MEDIUM」的評級。下午10時，聯合颱風警報中心對其發佈熱帶氣旋形成警報。
9月13日上午3時15分，日本氣象廳將其升格為熱帶風暴，並命名為萬宜。上午5時，聯合颱風警報中心將其升格為熱帶低氣壓，並給予編號16W。下午5時，聯合颱風警報中心將其升格為熱帶風暴。
9月14日上午8時50分，日本氣象廳將其升格為強烈熱帶風暴。
9月15日上午2時50分，日本氣象廳將其降格為熱帶風暴。上午8時50分，日本氣象廳再度將其升格為強烈熱帶風暴。
9月16日上午7時，萬宜在日本愛知縣豐橋市附近登陸。下午5時，聯合颱風警報中心發出最後警報。下午8時40分，日本氣象廳指萬宜已轉化為溫帶氣旋。
其後，於日本氣象廳所發佈的最佳路徑中，日本氣象廳把萬宜的強度向上修訂為颱風，接近中心最高持續風速上調為65節，氣壓下調至960百帕斯卡。而於香港天文台所發佈的最佳路徑中，香港天文台把萬宜的風速上調為每小時105公里。中央氣象台在事後公佈的最佳路徑中，亦把萬宜的接近中心最高持續風速輕微上調為每秒30米（每小時110公里）。

## 影響

### 日本
9月16日，萬宜接近日本沿岸，日本氣象廳福井地方氣象台在日本時間5時5分至10時56分對京都府所有市町、福井縣所有市町、滋賀縣大部份市町（豐鄉町除外，大雨注意報）發出大雨特別警報，預報將有前所未見的大雨。是日本氣象廳自啟用新警報系統以來首次發出特別警報。大雨造成京都著名觀光景點嵐山受到洪水影響，但未造成嚴重傷亡。 其後日本氣象廳在日本時間7時48分發表的颱風18号有關的情報第41號指萬宜在日本時間8時前已於愛知縣豐橋市登陸。萬宜在日本共造成6死1失蹤。

## 外部連結
- （日語）http://www.jma.go.jp/ （页面存档备份，存于） 日本氣象廳首頁
- （英文）http://www.usno.navy.mil/JTWC/ （页面存档备份，存于） 聯合颱風警報中心首頁
- （简体中文）https://web.archive.org/web/20120928121548/http://www.nmc.gov.cn/ 中央氣象台首頁
- （繁體中文）http://www.cwb.gov.tw/ （页面存档备份，存于） 中央氣象局首頁
- （繁體中文）http://www.hko.gov.hk/ （页面存档备份，存于） 香港天文台首頁
- （繁體中文）http://www.smg.gov.mo/ （页面存档备份，存于） 澳門地球物理暨氣象局首頁